# Hyposoter cryptocentrus
Hyposoter cryptocentrus är en stekelart som först beskrevs av Johann Ludwig Christian Gravenhorst 1829.  Hyposoter cryptocentrus ingår i släktet Hyposoter och familjen brokparasitsteklar. Inga underarter finns listade i Catalogue of Life.